# Lope Garcia de Castro
Lope Garcia de Castro (født 1516, død 8. januar 1576) var en spansk koloniadministrator, medlem af Rådet for inderne, og Audiencias af Panama og Lima i Peru. Fra 2. september 1564 til 26. november 1569 var han midlertidig vicekonge af Peru.
Han blev født i Villanueva de Valdueza i Spanien. I 1563 blev han sendt til Panama og Guatemala for at overtage territoriet. Han sejlede fra Spanien 8. oktober 1563 og ankom til Panama i 1564. Her var han udstationeret som guvernør, indtil han fortsatte til Lima i Peru.
I februar 1564 døde vicekongen af Peru, Diego Lopez de Zuniga y Velasco, pludseligt. Om han blev slået ihjel eller døde naturligt vides ikke. Præsidenten af Lima, Juan de Saavedra, sad en kort tid på tronen, indtil Lope Garcia de Castro overtog posten som vicekonge, kaptajn-general og præsident af Peru. Han ankom til Lima den 22. september 1564 og sad på posten indtil 1569.
Indianerne i Peru havde et gammelt sagn, hvor de refererede til nogle, for spanierene, ukendte øer ude i Stillehavet, som de kaldte Hahuachimbi og Ninachumbi. Disse mytiske øer blev spanierne interesserede i og navngav dem Salomonøerne efter Kong Salomon. Garcia de Castro sendte en ekspedition ud for at finde disse mytiske øer for at finde ud af, om disse øer eksisterede eller ej. Han skrev til Kong Philip II, at han sendte sin nevø Alvaro de Mendana de Neira med 100 mænd. Ekspeditionen bestod af to skibe, og på denne rejse fandt de øerne Wake Island, en atol i Stillehavet cirka 3400 km vest for Hawaii, og Salomonøerne, som ligger i det vestlige Stillehav, øst for Papua Ny Guinea, nordvest for Vanuatu og nordøst for Australien.
På et tidspunkt mistænkte han inkaerne i Chile og Argentina for at planlægge et plot imod hans regering. Efter han fandt bevis på dette, sendte han en ordre ud, hvor alle indianere skulle have konfiskeret deres heste og våben.
Han døde i Madrid i 1576.